# Sarigan
Sarigan est une île volcanique inhabitée des îles Mariannes du Nord.

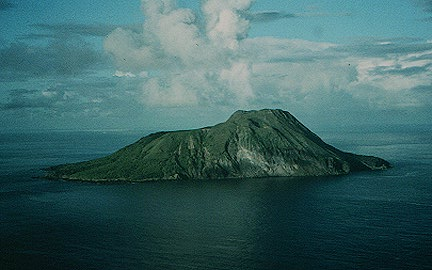
Vue aérienne de Sarigan.